# داناس راپشیس
داناس راپشیس (انگلیسی: Danas Rapšys؛ زادهٔ ۲۱ مهٔ ۱۹۹۵) ورزشکار ورزش شنا اهل لیتوانی است.
وی در مسابقات کشوری و بین‌المللی در مجموع برندهٔ ۷ مدال طلا، ۶ مدال نقره و ۴ مدال برنز شده‌است.